# Olaf Rademacker
Olaf Rademacker (* 18. September 1963 in Hamburg) ist ein deutscher Jurist.

## Werdegang
Seine Schulzeit in Braunschweig schloss Rademacker mit dem Abitur im Jahre 1983 ab. Anschließend leistete er dort den Zivildienst bei der Lebenshilfe ab. An der Universität Hamburg studierte er sodann von 1983 bis 1991 Jura. Seine erste berufliche Station war die von 1991 bis 1997 währende Tätigkeit als Leiter des Fachgebietes Sozialversicherungsrecht in der Marburger Rechtsabteilung der Bundesvereinigung Lebenshilfe. 1997 trat er seine erste Richterstelle in Schleswig-Holstein an. Erste Stationen waren dabei das Sozialgericht Itzehoe und das Sozialgericht Lübeck. Es folgte von Januar bis Dezember 2001 eine Abordnung Rademackers als wissenschaftlicher Mitarbeiter an das Bundessozialgericht. Währenddessen wurde er zum Richter auf Lebenszeit ernannt. Der nächste Karriereschritt schloss sich am 1. September 2003 mit der Ernennung zum Richter am Landessozialgericht Schleswig an. Von Januar 2007 bis Mai 2011 hatte er dort die Funktion eines Präsidialrichters inne. Im Rahmen einer Abordnung an das Bundesministerium für Gesundheit im Jahre 2011 wirkte er im Referat Vertragsarztrecht  am Gesetzgebungsverfahren zum GKV-Versorgungsstrukturgesetz mit. Ab Januar 2012 war er wieder als Richter am LSG Schleswig tätig und zudem IT-Referent für die schleswig-holsteinische Sozialgerichtsbarkeit. Es folgte am 21. August 2013 die Übergabe der Ernennungsurkunde durch BSG-Präsident Peter Masuch zum Richter am Bundessozialgericht. Dieser Aufgabe geht Rademacker seit 1. September 2013 nunmehr im Sechsten Senat nach.
Zudem wirkt er an Kommentaren zum Sozialrecht mit und ist seit 2017 Mitglied des Vorstands des Deutschen Sozialrechtsverbands.

## Quelle
- Deutscher Sozialrechtsverband e.V. – Vorstand. Abgerufen am 9. Februar 2019.
- Neuer Richter am BSG Rademacker, juris vom 2. September 2013

| Personendaten    | Personendaten      |
| ---------------- | ------------------ |
| NAME             | Rademacker, Olaf   |
| KURZBESCHREIBUNG | deutscher Jurist   |
| GEBURTSDATUM     | 18. September 1963 |
| GEBURTSORT       | Hamburg            |